# إيمرسون بوشامب
إيمرسون بوشامب هو سياسي أمريكي، ولد في 14 يونيو 1899 في روسلفيل في الولايات المتحدة، وتوفي في 15 أبريل 1971. نشط حزبياً في الحزب الديمقراطي. وقد انتخب نائب حاكم كنتاكي ‏.